# 足算

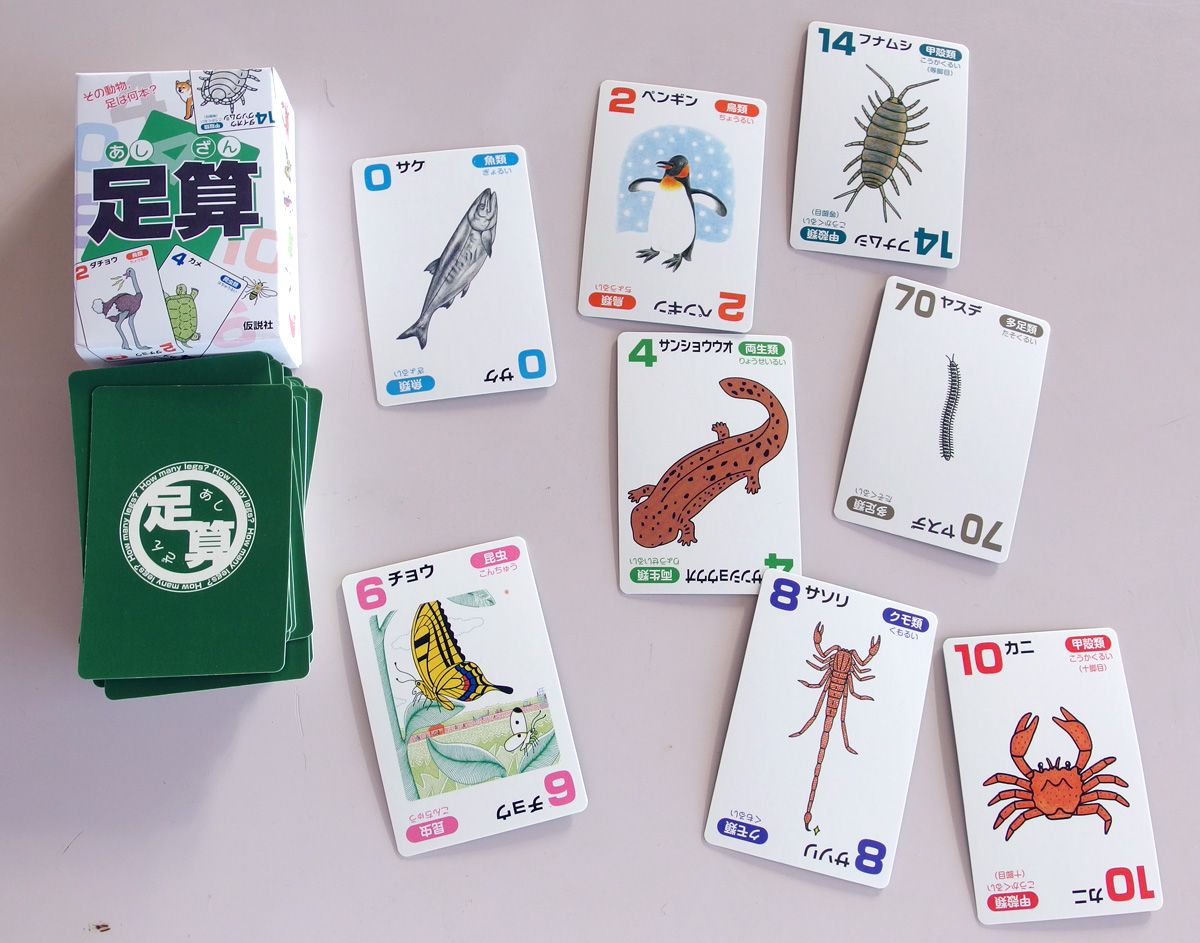
カードゲーム「足算」

足算（あしざん）とは、2010年に淀井泉が考案した、動物の足の数を足し算するカードゲーム。様々な動物の絵と足の数が書かれたカードを使って、神経衰弱 (トランプゲーム)のようにして遊ぶ。めくったカードの足の合計が10になるとカードをもらえ、さらにカードをめくることができる。10を超えてしまったら自分の番は終わって、次の参加者に移る。仮説実験授業の授業書〈足はなんぼん〉で授業した後に遊ぶゲームとして考案されたが、低学年の算数ゲームとしても活用された。

## 概要
淀井泉はかねてより学習に役立つカードゲームを数々考案していたが、足算は2009年10月に授業書〈足はなんぼん〉をもとにしたカードゲームを考えていたときに、「めくったカードに書かれた足の数を足し算したらおもしろいのではないか」と考えて考案されたゲームである。淀井は考案した理由に、
1. 動物の足を足し算していくゲームは今までに見たことがない。
2. 動物の写真[注 3]が見られるので、カードをめくるのがたのしい。
3. 授業書〈足はなんぼん〉の内容が、最大限に生かせる。
4. 足の数によって動物が分類できるおもしろさや知識が身につく。
5. 足し算や10の補数の学習に役立つ。

という5点をあげている。
カードに描かれている動物は、足の数0本の「魚類」から、鳥類（2本）、爬虫類（4本）、両生類（4本）、哺乳類（4本）、昆虫（6本）、クモ類（8本）、甲殻類十脚目（10本）、甲殻類等脚目（14本）、多足類（30本〜）。カードは合計50枚。この選択の理由として淀井泉は「分類はすっきり分かりやすく」としている。

## ゲームの方法
カード付属の解説書から標準的な遊び方は以下の通りである。
1. カードをよく混ぜて全部裏返して場に置く。
2. 順番にカードをめくる。
3. めくった動物の足の数を足していき、合計が10になるまで何枚でもめくることができる。
4. 合計が10になったらそのカードをもらうことができ、続けてカードをめくることができる。
5. めくったカードの足の合計が10を越えてしまったら、自分の番は終わり、それまでにめくったカードは裏返して元に戻す。
6. 多足類と甲殻類等脚目のカードをめくったらその場でアウトになる。
7. アウトになったら多足類と甲殻類等脚目のカードはおもてを向けたまま横に置いておき、それ以外のカードは裏返す。
8. 場のカードがなくなるまで続け、たくさんカードを取った人が勝ち。

## バリエーション

### 「数の大小」ルール
1. カードをよく混ぜて裏返しにして場に置く。
2. 一人ずつ順番にカードをめくる。
3. 全員が1枚めくったら、一番足の数が多かった人がめくられたカードを全部もらう。いちばん多い人が同点だったらもう一枚ずつカードをめくって決戦。
4. これをくりかえして、一番カードをたくさんもらった人が勝ち。

### UNO形式
松口一巳が2017年に考案した遊び方。
1. 5枚ずつカードを持つ。残りは裏返して場に積んでおく。
2. 積んだカードから1枚取り、足して10になる組み合わせができたら、場にカードを出す。出せるのは1回につき1セットとする。
3. 役札として「甲殻類を場に出すと逆回り」。「多足類を出す時は「うじゃうじゃ」と叫ぶ」そして次の人は2枚カードを取る。
4. 次の人が多足類カードを続けて出したら、その次の人が4枚取る。
5. うじゃうじゃでカードを取らされても、合計10になればカードを出せる。
6. 早く手持ちのカードがなくなったら勝ち。
7. 場からカードがなくなり、かつ誰もカードを出せなくなったら終了。足の合計で順位をつける。

### 特大足算
「健やかシニア教室」で高齢者向けに特注で作られたカード。通常の2倍の大きさである。80～89歳の高齢者に対して使われ「たのしい」という評価を受けた。

## 評価
淀井泉は「足算」の特徴として「神経衰弱的な要素」をあげ、「記憶」によってどこの何のカードがあるかを覚えることと、「計算」によって10になるためにめくったカードの数字を次々に足し算していくことの2つのことを同時に行うことを指摘した。このことは疲れそうに思えるが、足算を実施した教員の結果報告では、「何度でもやりたがる」「やみつきになるおもしろさ」「子どものリクエストがすごくて困るぐらい」という高い評価を得た。
また学校外の家族のゲームとしても好評だった。伊勢革観は小学校1年生で「たのしかったじゅぎょうべすと10」を実施したところ、足算が授業書〈足はなんぼん〉とともに1位となった。
伊勢はその高評価の理由として、
1. 「たのしい」ということ。
2. ルールが能力によって差が付かない（差が付きにくい）ものであること。

をあげている。

## 教育上の意義
淀井はあるとき同僚のリクエストで「足算の奇数編がほしい」と言われたため「星算（ほしざん）」というゲームを作った。これは北極星＝1、夏の大三角＝3、カシオペヤ座＝5、北斗七星＝7……というカードゲームだった。星算も合計10を目指すゲームである。しかし、星算を試してみると、「おもしろくない、イライラする、むづかしい」という結果になった。淀井は2011年に仮説実験授業研究会の夏の研究大会参加者との話でなぜ足算がおもしろいのかについて「偶数だから心地よい」ということに気がついた。足算では「2、4、6、8、10……」というリズムがあり、足し算した結果も必ず偶数になる。奇数の場合は足し算すると偶数になり、心地よいリズムがないと考えた。
淀井は「足算では10の補数とはいっても偶数に限られる、これは欠点と言えるが、偶数だけにすることによって、足し算のおもしろさや心地よさがあじわえ、次のステップになる」としている。
教育学者・科学史家の板倉聖宣は、「わたしたちはあの手この手で知識の定着をはかるようにして「工夫」しますが、そのとき意識するにしろしないにしろ「競争原理」を入れてしまうことがあります。それはゲームの形を取ることもあります。ゲームとはそもそも競争そのものですから、そのことで盛り上がるかもしれません。しかしうまいことを考えつく子は、たいてい途中で固定化します。そうしたら、もう絶対に嫌になる子が現れます」と述べている。
淀井はこれを受けて「カードゲームの中には普通のカルタのように競争によるおもしろさをえられるものもある。やればやるほどカードが覚えられ、コツをつかみ、どんどん早く取れるようになっていく」が、一方で「だからと言って、それをそのまま授業に持ち込んでしまうと、色々な問題が起きてきそうです。その一つが「能力差」という問題です」。「教室というところは普通に教科書の授業とかテストなんかをしていれば、「競争」や「勝ち負け」などわざわざ教えなくても、子どもたちはそれらの現実について十分感じ取ってしまいます。だからこそ、せめてわたしが開発したカードゲームでは、できるだけ競争原理を超えた世界でたのしんでほしい」と述べている。
淀井はカードゲームをする理由として「楽しい」からであるが、その「楽しい」は自由に遊ばせる楽しさではなく、学習に役立ちつつ「楽しい」からであるとしている。